# Чжан Цзевэнь
Чжан Цзевэ́нь (кит. упр. 张洁雯, пиньинь Zhāng Jiéwén; род. 4 января 1981) — китайская бадминтонистка, олимпийская чемпионка 2004 года, двукратная чемпионка мира (2005 и 2007) в парных разрядах.
Чжан Цзевэнь является одной из успешнейших в истории бадминтонисток в парном женском разряде: на её счету около 30 международных титулов, бо́льшая часть из которых завоёвана в первой декаде XXI века в паре с Ян Вэй.